# Новий Шелькув
Новий Шелькув (пол. Nowy Szelków) — село в Польщі, у гміні Шелькув Маковського повіту Мазовецького воєводства.
Населення — 160 осіб (2011).
У 1975—1998 роках село належало до Остроленцького воєводства.

## Демографія
Демографічна структура станом на 31 березня 2011 року:
|          | Загалом | Допрацездатний вік | Працездатний вік | Постпрацездатний вік |
| -------- | ------- | ------------------ | ---------------- | -------------------- |
| Чоловіки | 70      | 16                 | 46               | 8                    |
| Жінки    | 90      | 27                 | 50               | 13                   |
| Разом    | 160     | 43                 | 96               | 21                   |